# 1989 dans le catholicisme
Chronologie du catholicisme
- 1985
- 1986
- 1987
- 1988
- 1989
- 1990
- 1991
- 1992
- 1993

Cet article présente les faits marquants de l'année 1989 dans le catholicisme.

## Évènements
- 9 avril : canonisation de Clélie Barbieri.
- 23 avril : béatification de Marie-Catherine de Saint-Augustin.
- 28 avril au 6 mai : voyage apostolique du pape à Madagascar, à La Réunion (France), à l'Île Maurice, en Zambie et au Malawi.
  - 30 avril : béatification de Victoire Rasoamanarivo.
  - 2 mai : béatification de Jean-Bernard Rousseau.
- 1er au 10 juin : voyage apostolique du pape en Norvège, en Islande, en Finlande, au Danemark et en Suède.
- 15 au 20 août : réunion des Journées mondiales de la jeunesse à Saint-Jacques-de-Compostelle.
- 5 au 8 octobre : congrès eucharistique international à Séoul.
- 6 au 16 octobre : voyage apostolique du pape en Corée du Sud (Congrès eucharistique), en Indonésie et à l'Île Maurice.
- 22 octobre : béatification de Marie de Jésus Deluil-Martiny.
- 1er novembre : canonisation de Gaspard Bertoni et Richard Pampuri.
- 12 novembre : canonisation d'Agnès de Bohême et Albert Chmielowski.
- 10 décembre : canonisation de Mutien Marie Wiaux.

## Naissances
- 24 septembre : Edgard Rimaycuna Inga, prêtre péruvien, secrétaire particulier du pape Léon XIV

## Décès

### Février
- 13 février : Claude Dupuy, prélat français, archevêque d'Albi (° 13 septembre 1901)

### Mars
- 14 mars : Zita de Bourbon-Parme, dernière impératrice d'Autriche, servante de Dieu (° 9 mai 1892)
- 28 mars : Robert Bézac, prélat français, évêque d'Aire (° 25 février 1904)

### Mai
- 2 mai : Giuseppe Siri, cardinal italien, archevêque de Gênes (° 20 mai 1906)

### Juin
- 14 juin : Joseph-Albert Malula, cardinal congolais, archevêque de Kinshasa (° 17 décembre 1917)
- 23 juin : Timothy Manning, cardinal américain, archevêque de Los Angeles (° 15 novembre 1909)

### Juillet
- 1er juillet : Stephen Naidoo, prélat sud-africain, archevêque du Cap et opposant à l'apartheid (° 23 octobre 1937)
- 14 juillet : José María García Lahiguera, prélat et vénérable espagnol, fondateur des Oblates du Christ Prêtre, archevêque de Valence (° 9 mars 1903)

### Août
- 14 août : Lucien Bernard Lacoste, prélat et missionnaire français en Chine et en Thaïlande (° 25 février 1905)
- 22 août : George Flahiff, cardinal canadien, archevêque de Winnipeg (° 26 octobre 1905)

### Octobre
- 3 octobre : Bienheureux Jesús Emilio Jaramillo Monsalve, prélat colombien, évêque d'Arauca, martyr (° 14 février 1916)
- 6 octobre : Pierre Guichet, prélat français, vicaire apostolique puis évêque de Tarawa et Nauru et évêque titulaire de Stectorium (de) (° 21 janvier 1915)

### Novembre
- 6 novembre : Magdeleine Hutin, religieuse et vénérable française, fondatrice des Petites Sœurs de Jésus (° 26 avril 1898)
- 28 novembre : Ernesto Civardi, cardinal italien de la Curie, précédemment archevêque titulaire de Serdica (de) (° 21 octobre 1906)